# Raival
Raival is een gemeente in het Franse departement Meuse in de regio Grand Est en maakt deel uit van het arrondissement Bar-le-Duc. De gemeente telde 241 inwoners op 1 januari 2022.

## Geschiedenis
Op 1 januari 1973 fuseerden Érize-la-Grande en Rosnes tot de gemeente Raival. De gemeente maakte tot 22 maart 2015 deel uit van het kanton Vavincourt, dat die dag werd opgeheven en de gemeente werd opgenomen in het op die dag gevormde kanton Bar-le-Duc-1.

## Geografie
De oppervlakte van Raival bedraagt 19,22 vierkante kilometer; Op 1 januari 2022 was de bevolkingsdichtheid 12,5 inwoners per km².
Het plaatsje Érize-la-Grande ligt in het noorden van de gemeente en Rosnes in het zuiden. De plaatsen worden verbonden door de Voie Sacrée en ze liggen beide aan het riviertje de Ezrule.
De onderstaande kaart toont de ligging van Raival met de belangrijkste infrastructuur en aangrenzende gemeenten.

## Demografie
Onderstaande figuur toont het verloop van het inwonertal.